# 8244 Миколайчук
8244 Миколайчук (8244 Mikolaichuk) — астероїд головного поясу, відкритий 3 жовтня 1975 року.
Тіссеранів параметр щодо Юпітера — 3,527.